# Earl of Morley

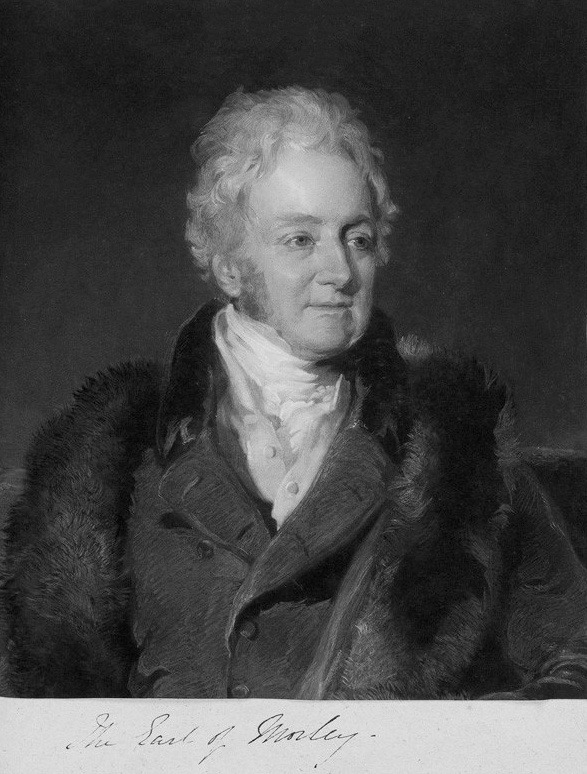
John Parker, 1. Earl of Morley

Earl of Morley ist ein erblicher britischer Adelstitel in der Peerage of the United Kingdom.

## Verleihung und nachgeordnete Titel
Der Titel wurde am 29. November 1815 für John Parker, 2. Baron Boringdon, geschaffen. Zusammen mit dem Earldom wurde ihm der nachgeordnete Titel Viscount Boringdon, of North Molton in the County of Devon, verliehen.
Von seinem Vater hatte er 1840 den Titel Baron Boringdon, of Boringdon in the County of Devon, geerbt, der diesem am 18. Mai 1784 in der Peerage of Great Britain verliehen wurde.
Familiensitz des Earls war bis 1962 Saltram House bei Plymouth und ist heute Pound House bei Yelverton in Devon.

## Liste der Barone Boringdon und Earls of Morley

### Barons Boringdon (1784)
- John Parker, 1. Baron Boringdon († 1788)
- John Parker, 2. Baron Boringdon (1772–1840) (1815 zum Earl of Morley erhoben)

### Earls of Morley (1815)
- John Parker, 1. Earl of Morley (1772–1840)
- Edmund Parker, 2. Earl of Morley (1810–1864)
- Albert Parker, 3. Earl of Morley (1843–1905)
- Edmund Parker, 4. Earl of Morley (1877–1951)
- Montagu Parker, 5. Earl of Morley (1878–1962)
- John Parker, 6. Earl of Morley (1923–2015)
- Mark Parker, 7. Earl of Morley (* 1956)

Mutmaßlicher Titelerbe (Heir Presumptive) ist der Onkel des aktuellen Titelinhabers, Nigel Geoffrey Parker (* 1931).